# Termosfera

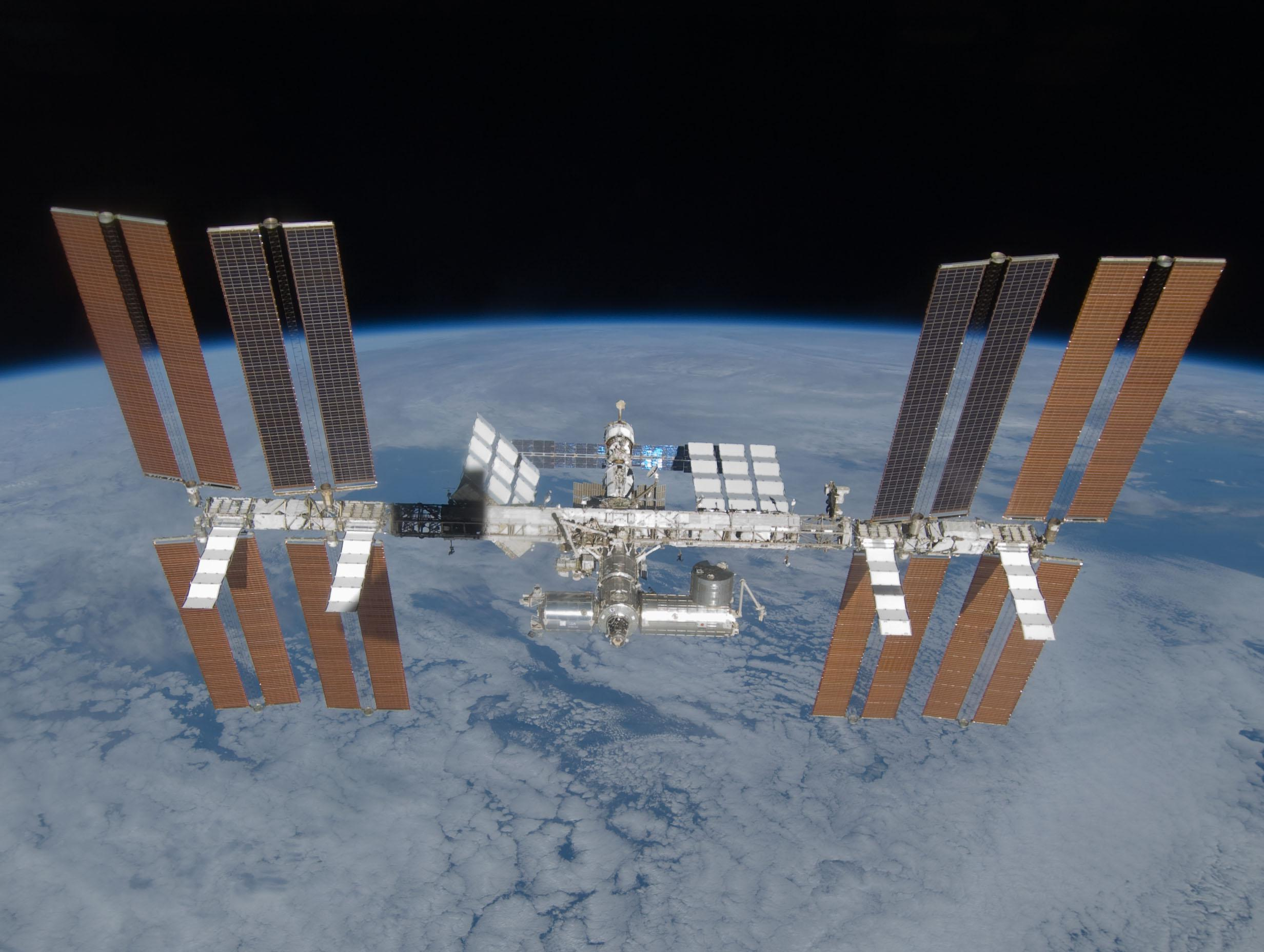
Estação espacial orbitando na termosfera

A termosfera é a camada da atmosfera terrestre localizada acima da mesopausa, uma camada que separa a termosfera da mesosfera. Seu limite superior é a exosfera, a última camada atmosférica. É a camada onde ocorrem as auroras e onde orbita a estação espacial, o ônibus espacial e vários satélites. Como todas as outras camadas atmosféricas, sua total extensão varia conforme a latitude e fatores translacionais. Estende de aproximadamente 90 km até mais de 500 km. Por ser uma camada localizada acima de onde atua a camada de ozônio (estratosfera), sofre grandes efeitos dos raios x, radiação ultravioleta e raios gama, sendo responsável também por parte de sua absorção.

## Temperatura
A temperatura na termosfera é mensurada através de uma expressão matemática, criada a partir de dados coletados de satélites que orbitam nessa região. Essa expressão leva em consideração diversos fatores, dentre eles a atividade solar. Em suma, a temperatura se eleva rapidamente na camada inferior da termosfera (entre 200 e 300 km), depois permanece com o aumento estável com o acréscimo da altitude. A atividade solar influencia enormemente na temperatura da termosfera, fazendo haver uma temperatura da ordem de 200°C mais quente durante o dia do que de noite, e em torno de 500°C mais quente quando o Sol é ainda mais ativo. A temperatura na camada superior da termosfera pode variar de 500°C até 2.000°C.

### Transmissão de calor
Apesar de a termosfera ser extremamente quente, possui uma baixa densidade, fazendo com que não consiga converter essa energia para objetos se movendo nessa camada. O calor é intenso mas em baixa quantidade. Um termômetro de mercúrio na termosfera iria ler uma temperatura abaixo do ponto de congelamento, já que a perda de calor iria exceder qualquer energia que as partículas transmitiriam ao termômetro. Esse conceito é similar ao do calor gerado por uma vela, que é extremamente quente em alguns pontos dentro da chama, mas é incapaz de aquecer objetos mais do que alguns centímetros de distância. Produz uma temperatura alta mas com baixa quantidade de calor. A baixa quantidade de calor médio da termosfera impede de serem afetados pelas altas temperaturas os satélites, astronautas e naves espaciais que lá orbitam.

## Ionosfera
A camada inferior da termosfera é denominada Ionosfera. Se estende de 80 a 550 km. Nitrogênio, oxigênio e outras partículas na Ionosfera absorvem a radiação do Sol e se tornam eletricamente carregadas (íons). Os átomos isolados de oxigênio e nitrogênio reagem devida radiação ultravioleta, raios-x e radiação gama e dissociam-se nos íons, formando essas camadas ionizadas que variam conforme a hora do dia, época do ano, vento solar, entre outros. Esses íons são importantes para as rádio comunicações pois refletem as ondas de volta para a terra, impedindo com que se dissipem para o espaço e permitindo que sejam enviadas para além do horizonte. Na parte superior da termosfera existe a exosfera, região onde as moléculas movem-se em trajetórias balísticas e raramente colidem entre si. Alguns autores afirmam que, pela sua natureza o significado gás não tem mais sentido.